# 船木長一郎
船木 長一郎（ふなき ちょういちろう、1915年8月20日 - 2003年7月11日）は、日本の政治家。元佐呂間町町長。家族は兄に船木長蔵（元佐呂間漁業協同組合組合長、北海道漁業協同組合連合会副会長）、息子に元椴法華村村長の船木英秀。

## 経歴
佐呂間町出身。漁師の家系に生まれ、1934年に北海道酪農義塾を卒業し佐呂間村産業組合に入職、その後有志とともに運送業者を起業し1940年まで経営するも、ガソリン配給制が敷かれたことにより廃業を余儀なくされ地元農協を経て佐呂間村役場に入職。
1941年の役場入職後は書記補を経て36歳で助役、国鉄湧網線建設の陳情や町内の電力供給を改善すべく自家発電設備の建設・送電線改良や変電所設置に尽力。1954年に38歳で助役から町長選に立候補し当選、当時道内で最も若い首長となった。その後1956年には若佐村との合併による2回目の選挙にも当選、ホタテ養殖の企業化を行う。北海道区水産研究所が道内でのカキ養殖研究の最中カキ貝にホタテ稚貝が付着していることに着目し研究されたホタテ養殖をサロマ湖で行うこととなり、1966年の立ち上げ時には自治省の承認を得ず議会に損失保証を提案し、約2.1億円の保証を可決させ、その後町の基幹産業を担うこととなる。また町有林を草地に転用し農業から酪農への転換を図り、畜産加工センターを設置し冬季間の雇用を確保し、森永乳業の工場誘致も実現させた。また町長のほか網走支庁管内町村会会長、酪農学園理事・評議員、北海道簡易水道協会会長も務めた。
1988年9月まで連続9期34年間町長を務め、退任当時浦河町長の濱口光輝と並んで道内では最長の多選記録となっていた。退任後は漁業を営む三男の夫婦と同居、ゲートボールを趣味とした。
2003年7月11日に心筋梗塞で死去、享年87歳。

## 栄典
- 1978年 藍綬褒章[2]
- 1988年 勲四等[12]